# Johann August Eyserbeck
Johann August Eyserbeck (* 4. Oktober 1762 in Vogelheerd, Luisium; † 27. Dezember 1801 in Berlin-Charlottenburg) war ein deutscher Gärtner und preußischer Hofgärtner.
Er war der Sohn Johann Friedrich Eyserbecks. Friedrich Wilhelm II. berief ihn aus Dessau, um die königlichen Gärten Preußens in landschaftlicher Weise zu modernisieren.

## Werke
- ab 1786 Neuer Garten Potsdam
- ab 1786 Umgestaltung des Schlossparks Charlottenburg in einen Landschaftsgarten
- (vielleicht) Schlosspark von Steinhöfel
- Parklandschaft auf der Pfaueninsel